# Закладка судна

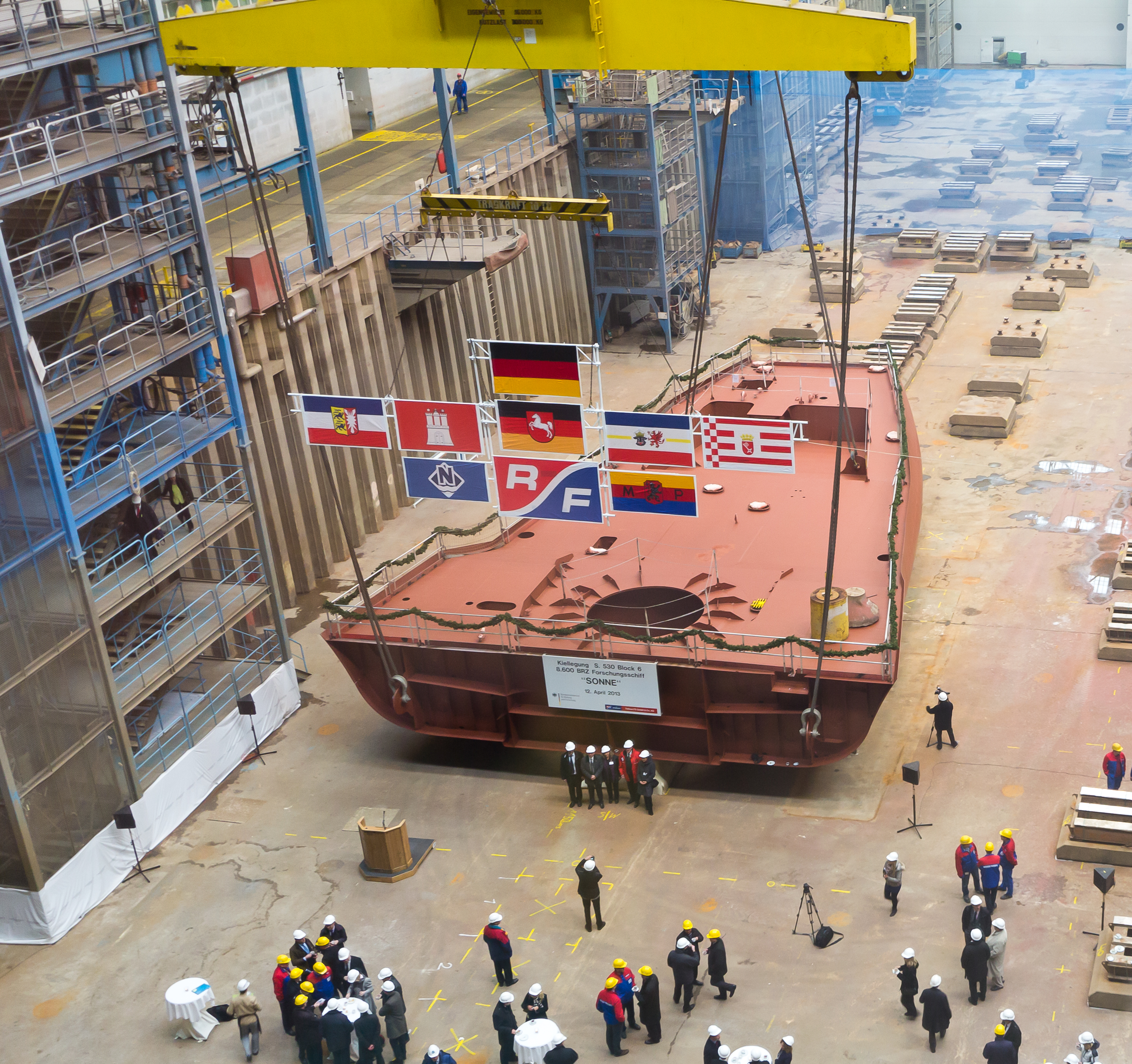
Закладка науково-дослідного судна Sonne на Meyer Werft в Німеччині у 2013 році

Закла́дка судна або закладка кіля судна — технічна процедура на початку будівництва судна (корабля), початок формування його корпусу на спеціальному майданчику, обладнаному для будівництва судна і спуску його на воду, — будівельному місці. На будівельному місці встановлюється перший закладний блок або секція корпусу. Закладку вважають початком будівництва судна і її супроводжує урочистий ритуал за участі представників влади, громадськості, моряків і корабелів.

## Технологія закладки судна
З технологічного погляду закладка завершує підготовчий етап будівництва судна (розкрій і різка металу) і початок блокового чи стапельного складання (залежно від технології) — збирання корпусу з секцій і блоків. Для великих суден може починатись одночасно в декількох районах місця побудови. Закладний блок чи секцію обирають в районі корпусу з найбільшим обсягом монтажних робіт і виготовляють без технологічних припусків. Стикування наступних блоків, секцій, вузлів або деталей з закладним блоком виконують після перевірочних робіт і закріплення закладного блоку. Перед закладкою судна на місці побудови наносять контрольні та базові лінії, встановлюють частину елементів опорного пристрою, забезпечуючи установку закладного блоку або секції.
Інколи церемонію закладки судна називають «закладкою кіля» (англ. keel laying) — раніше будівництво корабля починалося з закладки кіля. В сучасному суднобудуванні широко використовується секційний спосіб будівництва корпусів, при якому корпус корабля збирається з секцій, заздалегідь виготовлених в цехах суднобудівного заводу і в готовому вигляді доставлених на стапель, тому зараз вже не можна говорити, що будівництво судна завжди починається з кіля. Закладка судна в Україні реєструється у Державному судновому реєстрі України, для чого складається спеціальний «Акт закладки кіля судна», який підписують Головний будівельник корабля, представник замовника і представник Регістру судноплавства України та затверджує Генеральний директор суднобудівного підприємства.
В малому суднобудуванні закладкою також називають конструкцію з кіля в збірці з форштевенем і транцем, яку першою встановлюють на суднобудівельний стапель.

## Церемонія закладки «закладної дошки»

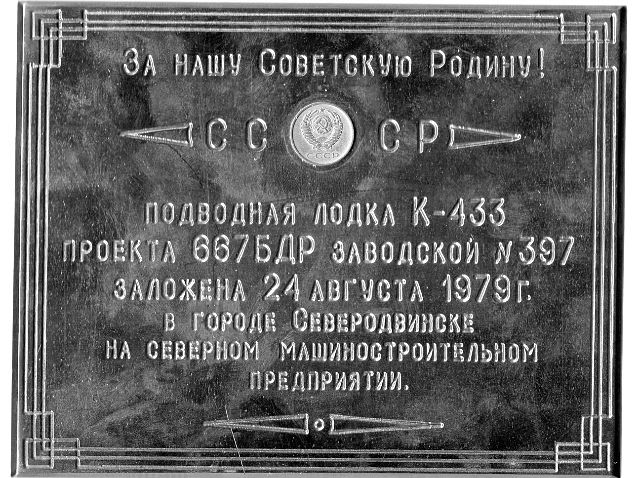
Закладна дошка радянського атомного підводного човна К-433

Традиційно закладка судна проводиться в урочистій обстановці. За традицією в спеціальну нішу закладної секції судна вкладається металева пластина з написом — закладна таблиця, заклáдина. У ній міститься інформація про час і місце закладки судна, а також про його будівельників.
Закладна таблиця або закладина — невелика, 10-20 дюймів у діагоналі, виготовлена зі срібла, латуні або просто хромована сталева пластина з нанесеним текстом, що зазвичай містить ім'я корабля, дату і місце його закладки, а також відомості про його будівельників. З часом закладні дошки стали більш повно надавати інформацію про новий корабель, на них навіть гравірували силует корабля. Закладну дошку за традицією поміщають в металеву кишеню на закладній секції.
Традиція закладки закладної дошки йде з глибокої давнини. В Стародавній Греції і Римі в кіль судна або під щоглу закладали монети, аби сплатити Харону за перевезення через Стікс душ жертв суднотрощі. В інших культурах також існували ритуали закладки в основу судна, що будується, талісманів, які, як вважалося, допомагали мореплавцям умилостивити надприродні сили морів.
В Російській імперії традиція отримала значний розвиток із розвитком вітрильного флоту на початку XVIII століття — при початку будівництва корабля під форштевень і ахтерштевень закладали золоті монети. Пізніше, наприкінці XVIII — початку XIX століття разом з монетами в кіль стали закладати медалі із зазначенням назви і рангу корабля та прізвища його головного будівельника. Керівник церемонії забивав перший болт спеціальним срібним молоточком. Згодом розміри медалі збільшилися і вона перетворилася на закладну таблицю.
Історична цінність закладин не викликає сумнівів — вони, по суті, є своєрідними історичними документами, що свідчать про час і місце закладки кораблів або суден, а також про їхніх будівельників.